# Atelier TAG
Atelier TAG est une firme d'architecture canadienne basée à Montréal, Québec, spécialisée en architecture, design d'intérieur et design urbain. La firme est fondée en 1997 par Manon Asselin et Katsuhiro Yamazaki, diplômés de l'École d'architecture de l'Université McGill (en). Son nom fait référence à l'interdisciplinarité de la pratique, « TAG » étant l'acronyme de « technique + architecture + graphisme ».
La firme a reçu plusieurs prix tels que le Prix d'excellence de l'Ordre des architectes du Québec, Médaille du Gouverneur général en architecture, le Prix de Rome du Conseil des Arts du Canada, les Grands Prix du Design et le Emerging Voices Award de l'Architectural League of New York (en).

## Histoire
Le premier projet de l'entreprise, la Bibliothèque de Châteauguay, est sélectionné et réalisé dans le cadre d'un concours provincial en 1997. Le design est exécuté en 2003 en consortium avec Jodoin Lamarre Pratte (JLP) architectes, une firme également basée à Montréal. Le projet reçoit une grande reconnaissance et propulse TAG sous les projecteurs après avoir reçu sa première Médaille du Gouverneur général en architecture en 2006.
Au cours des années suivantes, l'entreprise continue à se concentrer sur les bâtiments institutionnels et culturels, après avoir travaillé plus tard sur le Théâtre du Vieux-Terrebonne (2004) et la Bibliothèque Raymond-Lévesque (2011) qui ont tous deux reçu la Médaille du Gouverneur général. En 2008, la firme obtient le prestigieux Prix de Rome en architecture, qui lui a accordé 50 000 $ « pour voyager à travers le monde afin de perfectionner ses compétences, développer sa pratique créative et renforcer sa présence dans la culture architecturale internationale. »
TAG reçoit le prix d'excellence de l'Ordre des architectes du Québec à deux reprises, en 2013 et 2017. Le Pavillon pour la paix Michal et Renata Hornstein au sein du Musée des beaux-arts de Montréal (2016) leur procure leur quatrième Médaille du Gouverneur général en architecture en 2018.
Parmi leur réalisations plus récentes, on compte le Centre culturel de Chambly (2019).

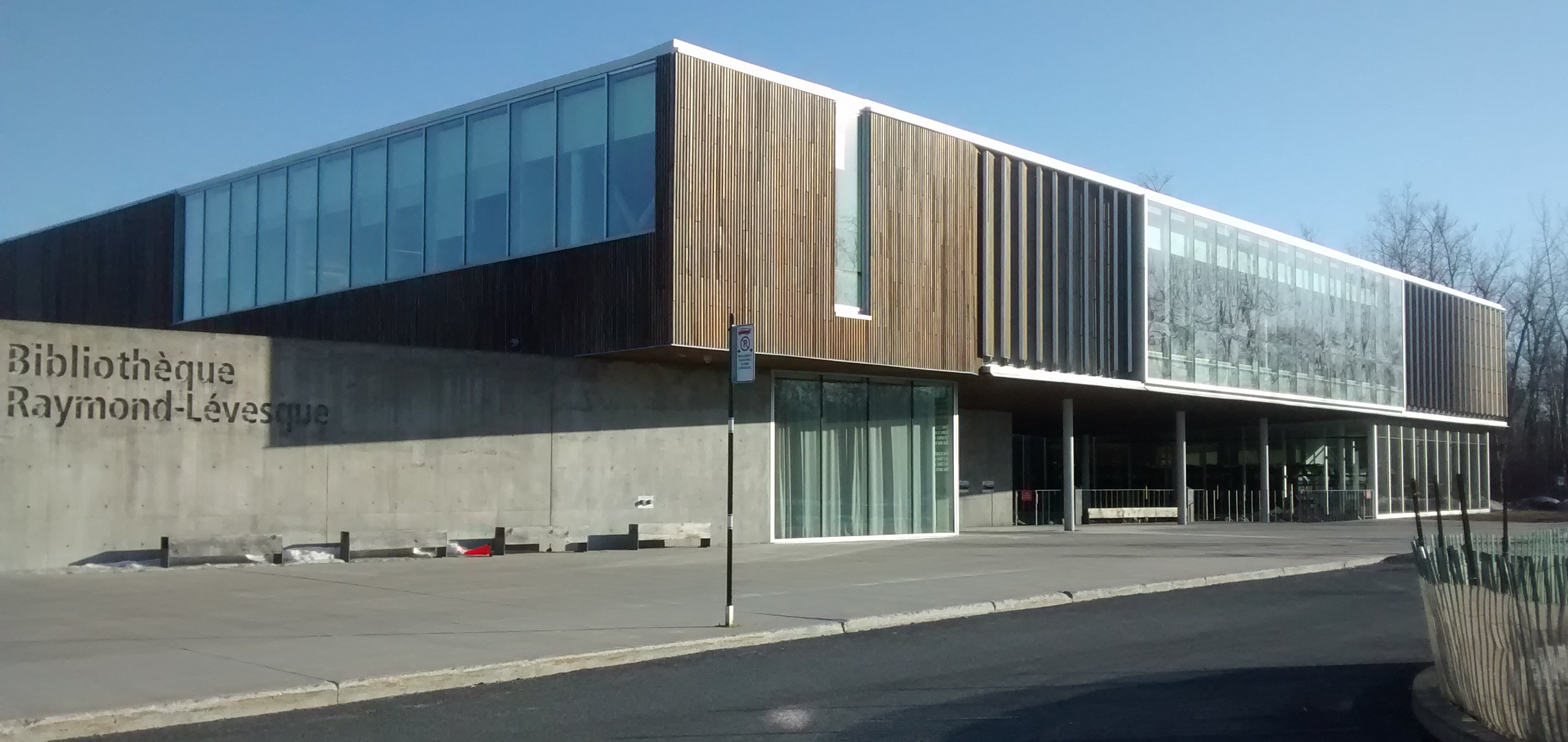
Bibliothèque Raymond-Lévesque, Saint-Hubert, 2010

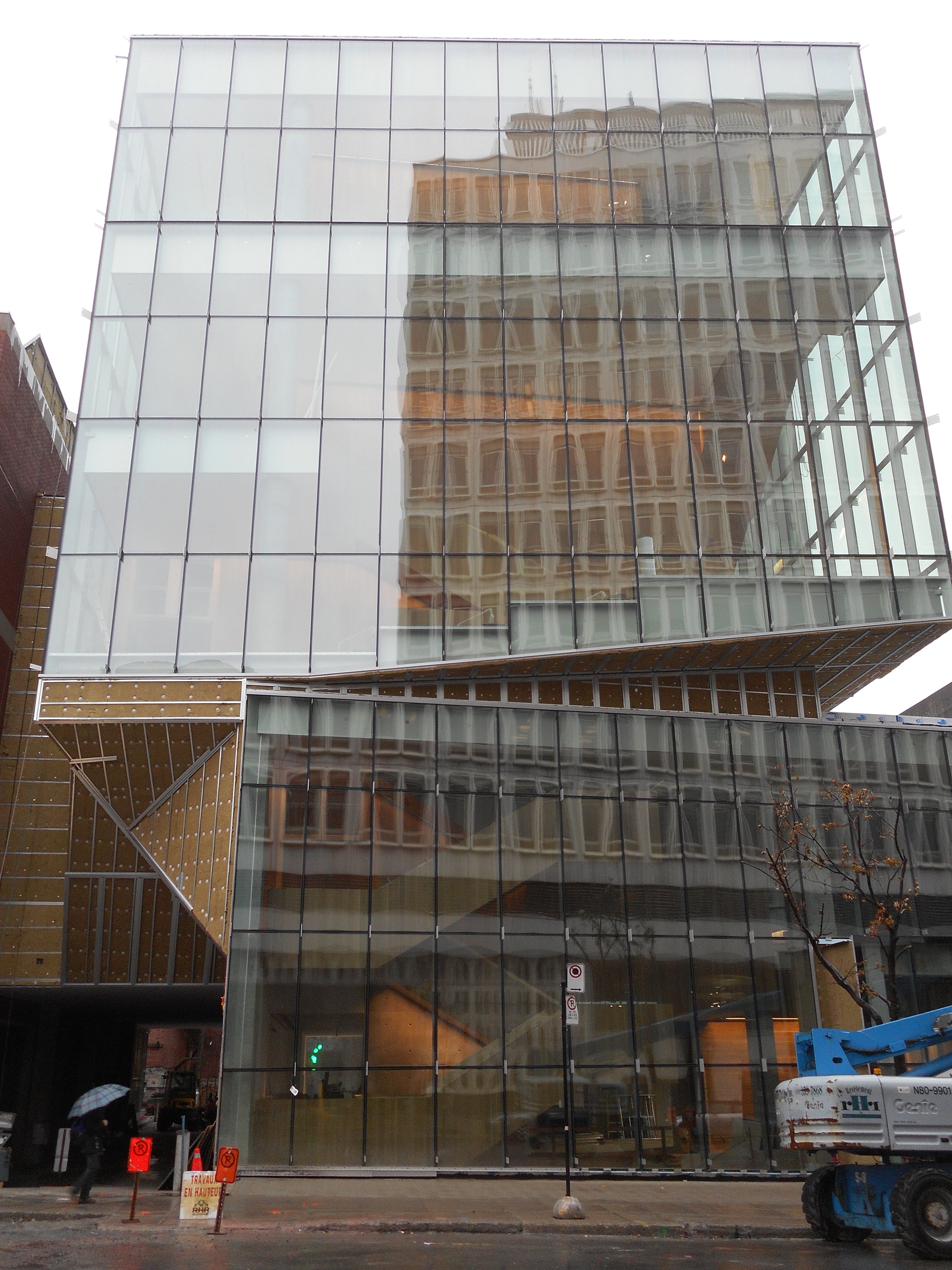
Pavillon pour la paix Michal et Renata Hornstein (pendant la construction), Montréal, Québec, 2016

## Récompenses
- Prix d'excellence, Ordre des architectes du Québec, 2005.
- Médaille du Gouverneur général en architecture, Institut royal d'architecture du Canada, en consortium avec Jodoin Lamarre Pratte architectes, 2006.
- Prix de Rome, Conseil des arts du Canada, 2008[4].
- Grands Prix du Design, 2011.
- Prix Emerging Voices, The Architectural League of New York, 2012[6].
- Prix d'excellence, Ordre des architectes du Québec, 2013.
- Prix d'excellence, architecte canadien, 2013.
- Prix international Iakov Chernikow, 2013.
- Prix d'excellence, architecte canadien, 2014.
- Médaille du Gouverneur général en architecture, Institut royal d'architecture du Canada, en consortium avec Jodoin Lamarre Pratte architectes, 2014.
- Grands Prix du Design pour La Fondation Pierre Elliott Trudeau, 2015.
- Pôle du savoir, d'histoire et de la culture, en consortium avec Jodoin Lamarre Pratte architectes, 2016.
- Prix d'excellence, Ordre des architectes du Québec, 2017.
- Prix d'excellence, CISC-ICCA, 2017.
- Grands Prix du génie-conseil québécois, Association des firmes de génie-conseil, en consortium avec Jodoin Lamarre Pratte architectes, 2018.
- Médaille du Gouverneur général en architecture, Institut royal d'architecture du Canada, en consortium avec Jodoin Lamarre Pratte architectes, 2018.
- Prix d'excellence, Canadian Architect, en consortium avec Architecture49, 2018.
- Prix d'excellence, Cecobois, pour le Théâtre Gilles-Vigneault, en consortium avec Jodoin Lamarre Pratte architectes, 2019.